# Cytora septentrionale
Cytora septentrionale är en snäckart som först beskrevs av Suter 1907.  Cytora septentrionale ingår i släktet Cytora och familjen Pupinidae. Inga underarter finns listade i Catalogue of Life.